# Leguisamo solo
Leguisamo solo es un tango compuesto en 1925, cuya letra y música pertenecen a Modesto Papavero. Su letra hace referencia al afamado jockey uruguayo Irineo Leguisamo y la canción nació a raíz de la necesidad del autor de componer un tango vinculado al ambiente de las carreras de caballos para una obra teatral. 

## El autor
Modesto Papavero (Alessandria, Provincia de Alessandria, Italia, 16 de agosto de 1899 - Mar del Plata, Argentina] 27 de marzo de 1954  ), cuyo nombre completo era Modesto Hugo Papavero y usó el seudónimo de Luis del Cerro fue un músico que se dedicó al género del tango.Pianista, compositor y letrista se recuerdan en especial sus tangos Leguisamo solo (1935) y Sosegate Feliciano, que fueron grabados por Carlos Gardel. 

## El personaje del tango
Irineo Leguisamo  (20 de octubre de 1903, Arerunguá, Salto - 2 de diciembre de 1985, Buenos Aires) fue un jockey conocido como el pulpo, el eximio o el maestro que compitió durante más de 57 años en hipódromos de Uruguay y Argentina. Está considerado el jinete más importante de la hípica sudamericana del siglo XX.

## Nacimiento y valoración de Leguisamo solo
En el Teatro Bataclán de la calle 25 de Mayo de la ciudad de Buenos Aires se preparaba una revista de ambiente turfístico con letra de Luis Bayón Herrera y música de Modesto Papavero, quien también dirigía la orquesta, titulada En la raya lo esperamos. Como Papavero no conocía del tema –nunca había ido a un hipódromo- fue al de Palermo el domingo 15 de junio de 1925, se tentó, apostó por un caballo que conducía Leguisamo, ganó y, sobre todo, observó el desarrollo con ojos de escritor. Así esa misma tarde el tango estaba hecho. Tita Merello lo aprendió después de la función vermouth y lo estrenó el mismo día en la función noche en un pasaje coreográfico donde las bataclanas iban vestidas de jockeys con caballos de bastón. Sobre el resultado relató en 1964 Papavero:

”El suceso, inmediato, fue inaudito. Ya en el primer refrán el público se compenetró del espíritu del tango y en la repetición no solamente coreó el estribillo, sino que lo vociferó de pie y Tita lo tuvo que cantar varias veces. Cuando me encontré con ella después de la función, abrazándome y besándome me dijo: «¡Qué tango te mandaste viejo! Es fenómeno y el público lo quiso aprender de prepo. Por eso me lo hizo repetir tantas veces».

En ese momento el cantante Roberto Fugazot actuaba también en el teatro, acompañado por el guitarrista José María Aguilar quien le llevó una copia de la pieza a Gardel, que estaba en Europa, y éste lo grabó en el mes de diciembre.
García Jiménez dijo que Papavero realizó el tango:

”Con el pequeño milagro de una tonada irresistiblemente pegadiza y una letrilla a la que hay que perdonarle toda su inocuidad en mérito a la intención.”

## Grabaciones
Hay versiones de  Leguisamo solo  grabadas por Carlos Gardel acompañado por el guitarrista José Ricardo para el sello Odeon en Barcelona, España en diciembre de 1925 y en Buenos Aires en septiembre de 1927 para el mismo sello y acompañado por el guitarrista Guillermo Barbieri además de Ricardo. En una “coda” que Gardel, un notorio aficionado a las carreras de caballos, agregó al final de su grabación, menciona al caballo Lunático, que era de su propiedad y ganó una decena de carreras entre  1925 y 1927.
Otros registros fueron realizados por la orquesta de Juan D’Arienzo y la voz de Alberto Echagüe para el sello Víctor en 1945, por la orquesta de Argentino Galván y la voz de Horacio Deval en 1953 para el sello TK y por Edmundo Rivero con guitarras en 1968 para el sello Philips, entre otros.